# Terzan 7
Pour les articles homonymes, voir Terzan.
Terzan 7 est un amas globulaire situé dans la constellation du Sagittaire découvert par l'astronome franco-arménien Agop Terzan en 1968.